# 拉朗迪斯
拉朗迪斯（法語：Lalandusse，法語發音：[lalɑ̃dys]）是法国洛特-加龙省的一个市镇，属于洛特河畔新城区。

## 地理
拉朗迪斯（44°39'24"N, 0°31'51"E）面积9.37 平方千米，位于法国新阿基坦大区洛特-加龍省，该省份为法国西南部内陆省份，北起多爾多涅省，西接吉倫特省和朗德省，南至热尔省，东临塔恩-加龙省和洛特省。
与拉朗迪斯接壤的市镇（或旧市镇、城区）包括：普莱桑斯、圣欧班德卡德莱什、卡于扎克、杜赞、洛赞。

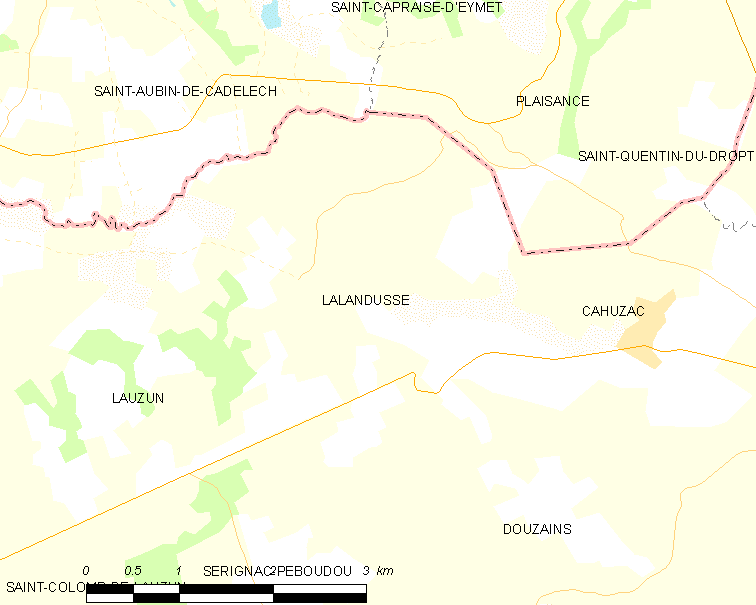
拉朗迪斯的OSM定位图

拉朗迪斯的时区为UTC+01:00、UTC+02:00（夏令时）。

## 行政
拉朗迪斯的邮政编码为47330，INSEE市镇编码为47132。

## 政治
拉朗迪斯所属的省级选区为德罗河谷县。

## 人口

1962-2008年间拉朗迪斯人口变化图示

拉朗迪斯于2022年1月1日时的人口数量为221人。